# Chascanum moldenkei
Chascanum moldenkei là một loài thực vật có hoa trong họ Cỏ roi ngựa. Loài này được (J.B.Gillett) Sebsebe & Verdc. mô tả khoa học đầu tiên năm 1988.